# Geleen
Geleen (limburguès: Gelaen) és una ciutat del municipi de Sittard-Geleen, a la província de Limburg, al sud-est dels Països Baixos. El nom «Geleen» ve de la seva ubicació al costat del riu Geleen. La ciutat fou un municipi a part fins a la reestructuració de municipis neerlandesos de l'any 2001. L'1 de gener de 2015 tenia 42.270 habitants.
Geleen va ser un municipi independent fins l'1 de gener de 2001, quan es va fusionar amb Born i Sittard i va formar el nou municipi de Sittard-Geleen.